# Chrysocraspeda concentrica
Chrysocraspeda concentrica är en fjärilsart som beskrevs av W. Warren 1899. Chrysocraspeda concentrica ingår i släktet Chrysocraspeda och familjen mätare. Inga underarter finns listade i Catalogue of Life.